# سفارة كرواتيا في النرويج
سفارة كرواتيا في النرويج هي أرفع تمثيل دبلوماسي لدولة كرواتيا لدى النرويج. تقع السفارة في أوسلو وهي تهدف لتعزيز المصالح الكرواتية في النرويج.

## وصلات خارجية
- قائمة سفارات كرواتيا
- قائمة السفارات في النرويج